# Ossolineum

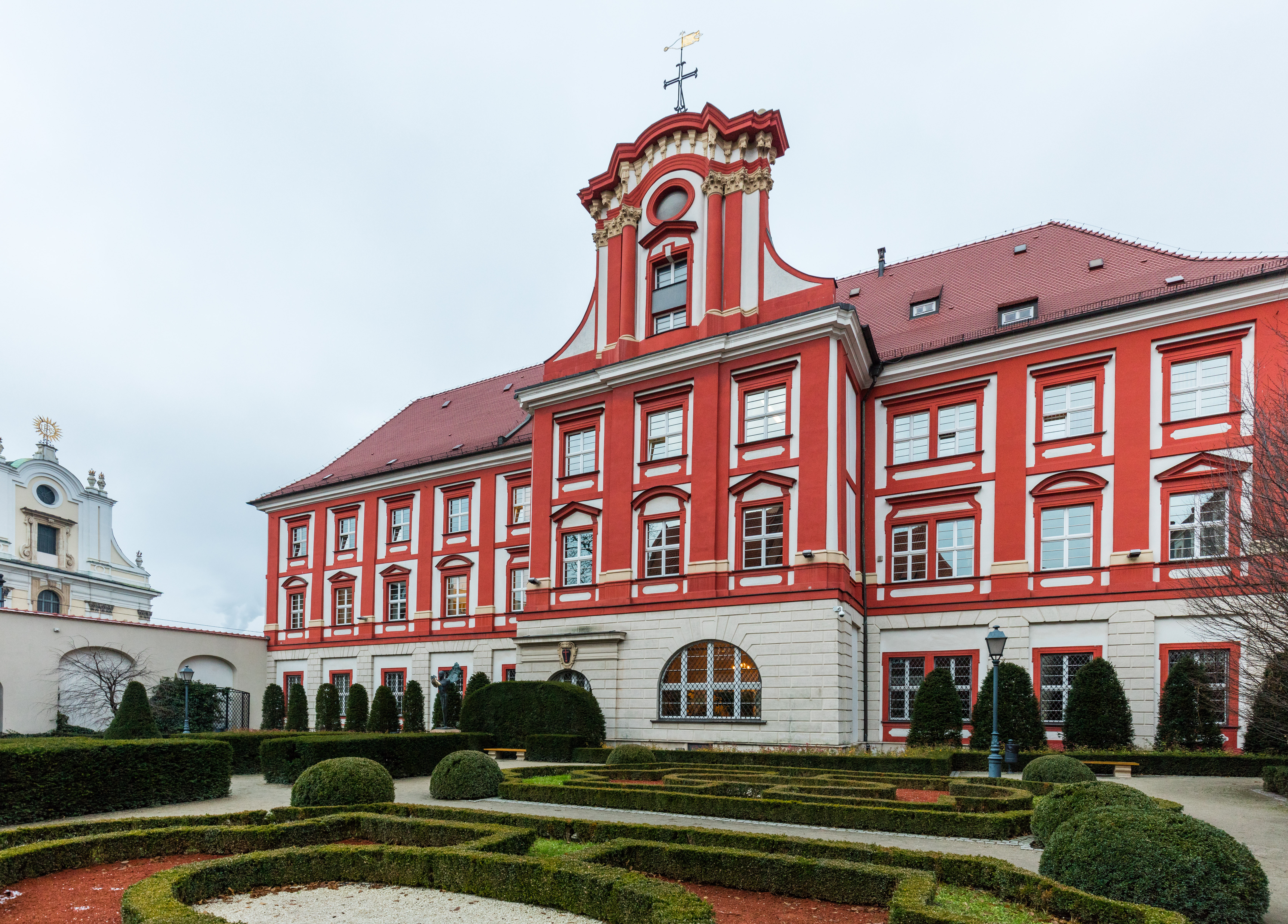
Edificio del Ossolineum en Breslavia, Polonia.

El Ossolineum o Zakład Narodowy im. Ossolińskich (ZNiO, Instituto Nacional Ossoliński) es una de las mayores y más antiguas bibliotecas, instituciones educativas y editoriales científicas de Polonia. Fue fundada en 1817. 
El Instituto "Ossolineum" fue primeramente fundado durante el año 1817 en Lvov o Leópolis (Lwów en polaco, L'viv en ucraniano) por el conde Józef Maksymilian Ossoliński. Al finalizar la Segunda Guerra Mundial y ser incorporada la Galitzia Oriental cuya capital es Leopolis a la Ucrania soviética en 1947 la sede del instituto fue trasladada a la ciudad silesiana de Breslavia.